# Amadoco II
Amadoco II (in greco antico: Ἀμάδoκoς?, Amádokos; IV secolo a.C. – IV secolo a.C.) fu un re della Tracia che nel 358 a.C. succedette a Coti I assieme a Berisade e Cersoblette. Egli era probabilmente un figlio di Coti e fratello degli altri due principi, anche se questo non è detto da Demostene. La zona controllata da Amadoco era ad ovest del fiume Evros.

## Biografia
Quando Cersoblette negoziò con Filippo II di Macedonia per un attacco combinato sul Chersoneso Tracico, Amadoco rifiutò a Filippo il permesso di passare attraverso il suo territorio. 
Sia Amadoco che Cersoblette sembra siano stati sottoposti a Filippo all'inizio del 347 a.C., poco dopo che Cetriporide, il figlio e successore di Berisade, aveva subito la stessa sorte. I due sovrani, dopo aver fatto appello al sovrano macedone di arbitrare una controversia tra di loro, furono costretti a riconoscere la sua supremazia quando il "giudice" si presentò con un esercito
Amadoco sembra aver avuto un figlio che portava il suo stesso nome. Il suo successore, comunque, sembra sia stato Teres II.